# 760

## Nașteri
- dată necunoscută: Sibawayh lingvist iranian (d. 797)
- dată necunoscută: Grimoald al III-lea de Benevento  (d. 806)

## Decese
- dată necunoscută: Vineh al Bulgariei  (n. ?)